# Nikolay Minkov
Nikolay Minkov (Silistra, 13 de agosto de 1997) es un futbolista búlgaro que juega en la demarcación de delantero para el PFC Botev Plovdiv de la Primera Liga de Bulgaria.

## Selección nacional
Tras jugar en las categorías inferiores de la selección, finalmente hizo su debut con la selección de Bulgaria el 20 de marzo de 2025 en un encuentro de la Liga de Naciones de la UEFA 2024-25 contra Irlanda que finalizó con un resultado de 1-2 a favor del combinado irlandés tras el gol de Marin Petkov para Bulgaria, y de Finn Azaz y Matt Doherty para Irlanda.

## Clubes
| Club                          | País     | Año       | Partidos | Goles |
| ----------------------------- | -------- | --------- | -------- | ----- |
| PFC Cherno More Varna         | Bulgaria | 2015      | 1        | 0     |
| FC Dobrudzha Dobrich (cedido) | Bulgaria | 2015-2016 | 13       | 3     |
| PFC Cherno More Varna         | Bulgaria | 2016-2018 | 13       | 1     |
| FC CSKA 1948 Sofia            | Bulgaria | 2018      | 6        | 0     |
| FC Dobrudzha Dobrich          | Bulgaria | 2019      | 13       | 2     |
| FC Montana                    | Bulgaria | 2019-2021 | 52       | 6     |
| PFC Botev Plovdiv II          | Bulgaria | 2021-2022 | 2        | 1     |
| PFC Botev Plovdiv             | Bulgaria | 2021-     | 136      | 7     |

## Palmarés

### Títulos nacionales
| Título           | Club              | País     | Año  |
| ---------------- | ----------------- | -------- | ---- |
| Copa de Bulgaria | PFC Botev Plovdiv | Bulgaria | 2024 |